# Manon Pelzer
Maria Hubertina Elizabeth (Manon) Pelzer (25 juli 1962) is een Nederlands CDA-politica en bestuurster. Van 29 maart 2012 tot 28 maart 2024 was zij burgemeester van Bergen.

## Biografie
Pelzer is juridisch geschoold, met als specialisatie publiekrecht en publiek procesrecht. Vanaf 1984 was zij werkzaam op gemeentelijk niveau, op het gebied van ruimtelijke ordening, stedenbouwkunde en public affairs. Ze was van 1990 tot 2006 directeur van PMA Heerlen BV, actief op het gebied van ruimtelijke ordening, milieu en inzake Europese projecten voor overheid en bedrijfsleven. In april 1995 werd ze lid van de Provinciale Staten in Limburg. Op 1 juni 2006 volgde haar benoeming tot burgemeester van Eijsden.
In 2008 kwam Pelzer in het nieuws omdat ze erop stond om als burgemeester van Eijsden het ereschot bij schutterij Sint Sebastianus te lossen hoewel de schutterij in het 389 jaar bestaan nooit aan vrouwen toestond om deel te nemen. In 2009 kwam ze opnieuw in het nieuws toen ze als privépersoon een aangifte deed wegens smaad en laster tegen het college van burgemeester en wethouders van de toenmalige gemeente Schinnen. Dit omdat een wethouder van die gemeente haar goede naam en integriteit beschadigd zou hebben. Bij dit conflict speelde dat Pelzer voor haar burgemeesterschap bestuurder was geweest van Uitbreidingsplan Hommert BV en dat Schinnen door het faillissement van de projectontwikkelaar een strop leed van een half miljoen euro. Later trok ze haar aangifte in omdat haar naam niet genoemd was. Inmiddels heeft de curator schriftelijk geconcludeerd dat zij geen relatie met het faillissement heeft gehad. Tevens heeft de Rekenkamercommissie van Schinnen geconcludeerd dat er geen sprake is geweest van enige schending van integriteit.
Op 1 januari 2011 ging Eijsden op in de nieuwe gemeente Eijsden-Margraten waarmee haar functie kwam te vervallen. In januari 2012 besloot de gemeenteraad van de Limburgse gemeente Bergen haar voor te dragen voor de benoeming tot burgemeester van die gemeente en eind maart 2012 ging haar benoeming daar in. Net als in Eijsden was Karel Majoor ook in Bergen als waarnemend burgemeester haar voorganger. Tot haar burgemeesterschap in Bergen was zij onder andere lid van de Raad van Toezicht van de Nederlandse Orde van Accountants-Administratieconsulenten (NOvAA), voorzitter van de Limburgse Bond van Tamboerkorpsen en vicevoorzitter van het CDA-Limburg. Op 6 juli 2023 werd bekendgemaakt dat zij geen derde ambtstermijn ambieert als burgemeester van Bergen. Haar tweede termijn eindigde op 28 maart 2024.